# Герхард III фон Хоя (Бремен)
Герхард III фон Хоя (на немски: Gerhard III von Hoya; † 11 април 1463) от Графство Хоя е от 1442 до 1463 г. архиепископ на Бремен.

## Биография
Той е третият син на граф Ото III фон Хоя († 1428) и втората му съпруга Мехтхилд фон Брауншвайг-Люнебург († 1433), дъщеря на херцог Магнус II фон Брауншвайг-Люнебург и принцеса Катарина фон Анхалт-Бернбург. По-големите му братя са граф Ото V († 1455) и Фридрих († 1435), домхер в Бремен. 
Герхард е каноник в Хилдесхайм (1429), Халберщат (1437) и Бремен (1438). През 1442 г. е избран за архиепископ на Бремен. Той успява да няма конфликти със съседните князе.